# Scotch Fancy
Le Scotch Fancy est une variété de canari d'origine écossaise appartenant au groupe des canaris de posture.

## Origines
Cette variété de canari est créée en Écosse au début du XIXe siècle à partir d'oiseaux importés de Belgique. Très apprécié à Glasgow, il y est appelé localement Glasgow Hen.

## Description
C'est un oiseau au corps long et effilé pouvant atteindre une taille de 17 cm. Par sa posture, l'oiseau semble bossu, son corps formant un demi-cercle. Sa tête est petite et son cou long. Sa queue est longue et étroite, et suit la courbe du corps. Il appartient au groupe des canaris de posture.